# Gavin Wilkinson
Gavin Wilkinson (Auckland, 5 novembre 1973) è un ex calciatore neozelandese, di ruolo difensore.